# Rodion Jakovlevič Malinovskij
Rodion Jakovlevič Malinovskij (rusky Родион Яковлевич Малиновский; 11. listopadujul./ 23. listopadu 1898greg. Oděsa – 31. března 1967, Moskva) byl sovětský vojenský velitel během II. světové války, maršál Sovětského svazu. Byl velitelem 2. ukrajinského frontu, který v roce 1945 osvobodil např. Budapešť, Bratislavu nebo Brno.

## Život
Ukrajinec Malinovskij se narodil v Oděse svobodné matce (uvádí se, že se narodil po smrti svého otce, ostatní zdroje uvádí otce neznámého). V dětství absolvoval církevní školu, ovšem začal se živit jako přístavní dělník. V roce 1914 vstoupil ve věku 15 let jako dobrovolník do carské armády (podařilo se mu zatajit svůj věk), byl zraněn a po vyléčení roku 1915 zařazen do ruských expedičních jednotek působících ve Francii. Tam byl postupně vyznamenán třemi francouzskými válečnými kříži a roku 1918 vstoupil do francouzské cizinecké legie. Tu však v roce 1919 opustil, vrátil se do Ruska, kde se přihlásil do rodící se Rudé armády.
Postupem času stoupal na vojenských hodnostech, roku 1926 vstoupil do Komunistické strany a poté studoval na Vojenské akademii M. V. Frunzeho v Moskvě. Po jejím absolvování došlo k jeho dalšímu kariérnímu postupu, roku 1936 odjel jakožto vojenský poradce do Španělska, kde se zúčastnil bojů španělské občanské války na straně republikánské vlády. Do SSSR se vrátil v roce 1938, díky čemuž se vyhnul Stalinovým vojenským čistkám. V roce 1939 byl jmenován profesorem na Frunzeho vojenské akademii a v roce 1940 byl povýšen do hodnosti generálmajora.
V roce 1941 se vrátil do aktivní vojenské služby, kde byl jmenován velitelem 48. střeleckého sboru. Po zahájení Velké vlastenecké války velel od srpna 1941 6. armádě, s níž vedl poměrně úspěšné ústupové boje. Dne 18. listopadu 1941 se stal velitelem Jižního frontu. V první polovině roku 1942 zažil největší neúspěch své kariéry, když jeho vojska byla rozprášena německou přesilou, přičemž front přišel o 200 000 vojáků. Přes tento neúspěch byl v červenci 1942 jmenován zástupcem velitele Severokavkazského frontu a zároveň velitelem Donské armádní skupiny. V srpnu až říjnu 1942 velel 66. armádě, v bitvě o Stalingrad velel od prosince 1942 2. gardové armádě. V těchto bojích zabránil Mansteinovi, aby osvobodil obklíčenou 6. armádu generála Pauluse. V únoru roku 1943 byl jmenován velitelem Jižního frontu a krátce nato Jihozápadního frontu, v dubnu 1943 mu byla udělena hodnost armádního generála. V říjnu 1943 byl Jihozápadní front přeměněn na 3. ukrajinský front a on sám jako jeho velitel s ním dobyl Donbas, západní Ukrajinu a v dubnu 1944 i své rodné město Oděsu.
V květnu roku 1944 se stal velitelem 2. ukrajinského frontu, který provedl útok na Rumunsko, díky čemuž se Rumuni přidali na stranu Spojenců. V září 1944 byl jmenován maršálem Sovětského svazu. Jeho vojska pokračovala v útoku na Maďarsko a v únoru 1945 dobyla Budapešť. V dubnu se probila na Slovensko a postupovala na Moravu. Osvobodila Brno a vedla útoky na německá vojska na jihovýchodní Moravě. Počátkem května obdržela rozkaz k postupu na Prahu od jihovýchodu. Do Prahy se ovšem o jen několik hodin dříve probila vojska maršála I. S. Koněva útočící ze severu z prostoru Drážďan (konkrétně 3. a 4. gardová tanková armáda). V květnu 1945 dosáhly jednotky 2. ukrajinského frontu jižních Čech, kde se setkaly s americkými jednotkami. Po ukončení bojů v Evropě byl odvelen na Dálný východ, kde velel Zabajkalskému frontu v bojích při operaci Srpnová bouře.
Po ukončení druhé světové války zůstal v armádě, v březnu 1956 byl jmenován prvním náměstkem ministra obrany G. K. Žukova, působil zde zároveň jako vrchní velitel sovětských pozemních vojsk. V roce 1957 se po G. K. Žukovovi stal sovětským ministrem obrany, přičemž ve své funkci působil až do své smrti. Zemřel 31. března roku 1967 v Moskvě.

## Fotogalerie

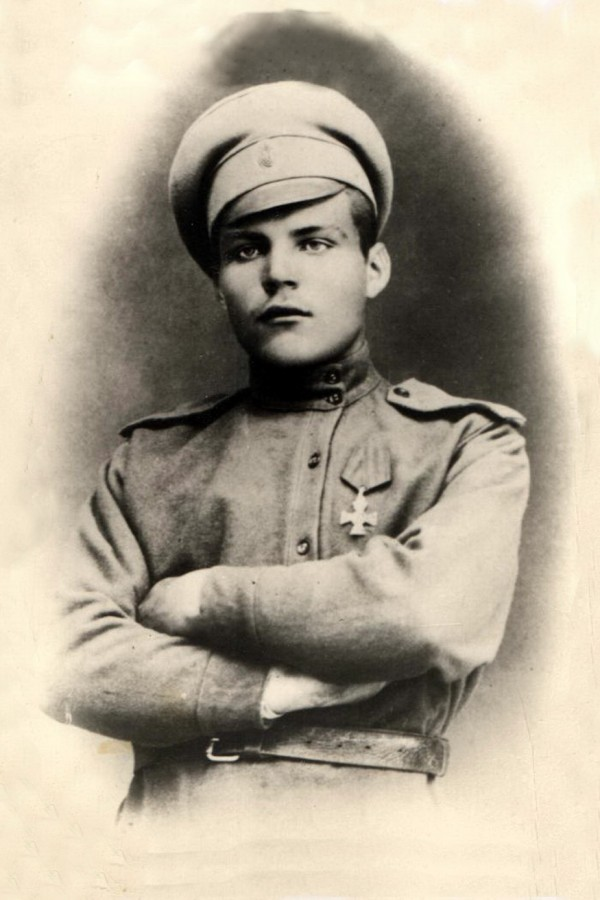
Rodion Malinovskij za první světové války
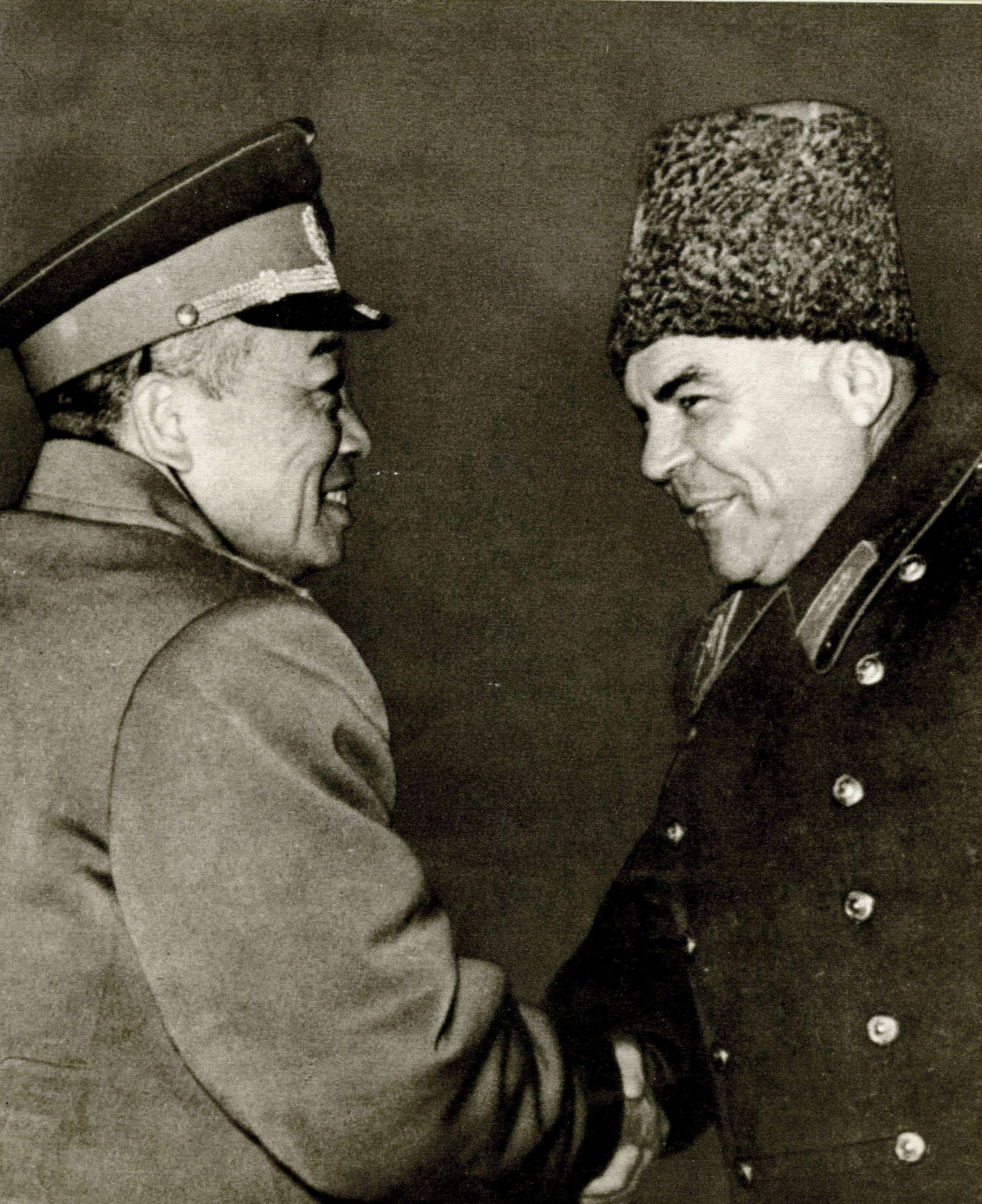
Pcheng Te-chuaj a Malinovskij (vpravo) v Moskvě v roce 1957
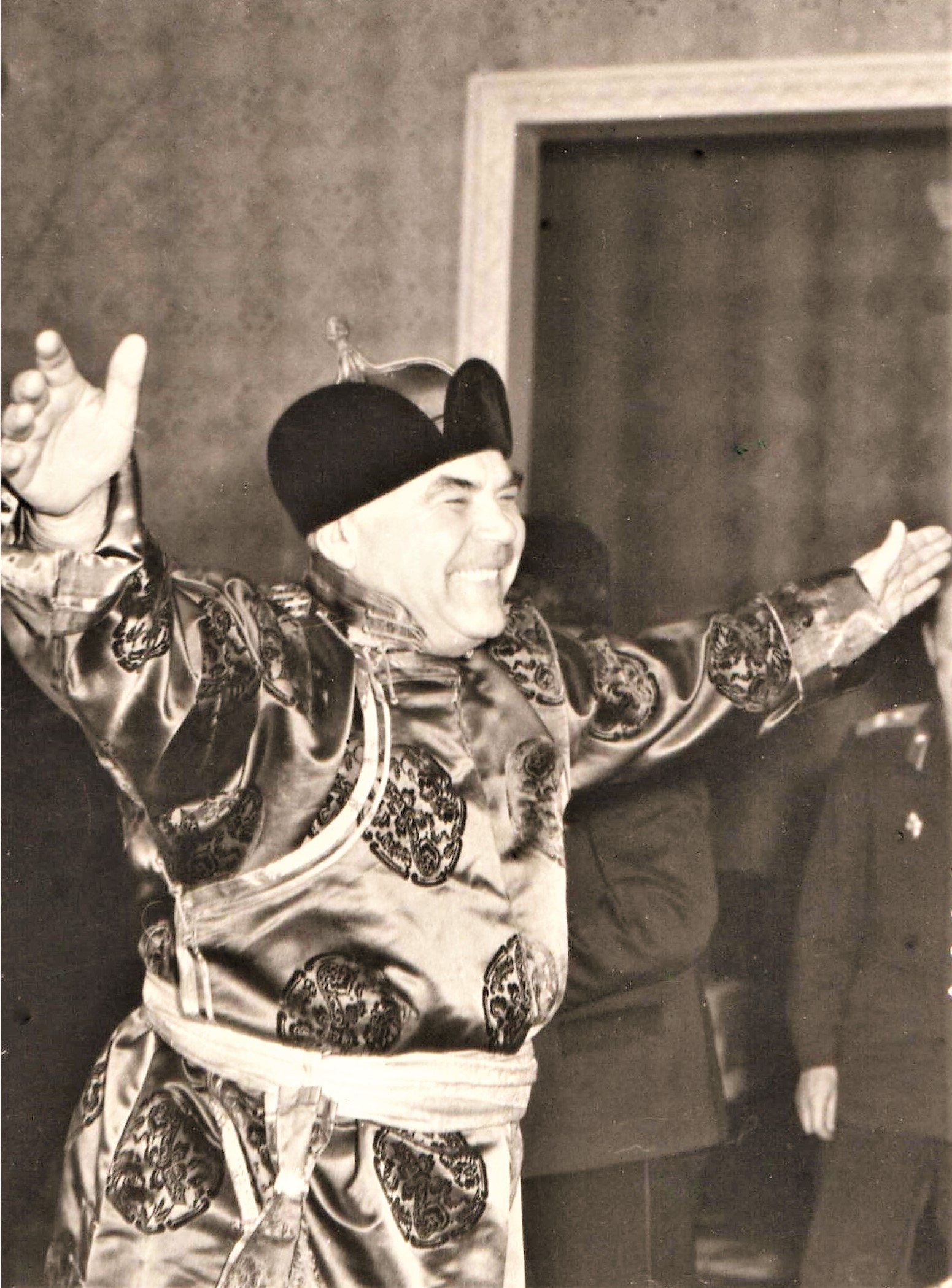
Malinovskij jako ministr vnitra v tradičním mongolském oblečení, 1961
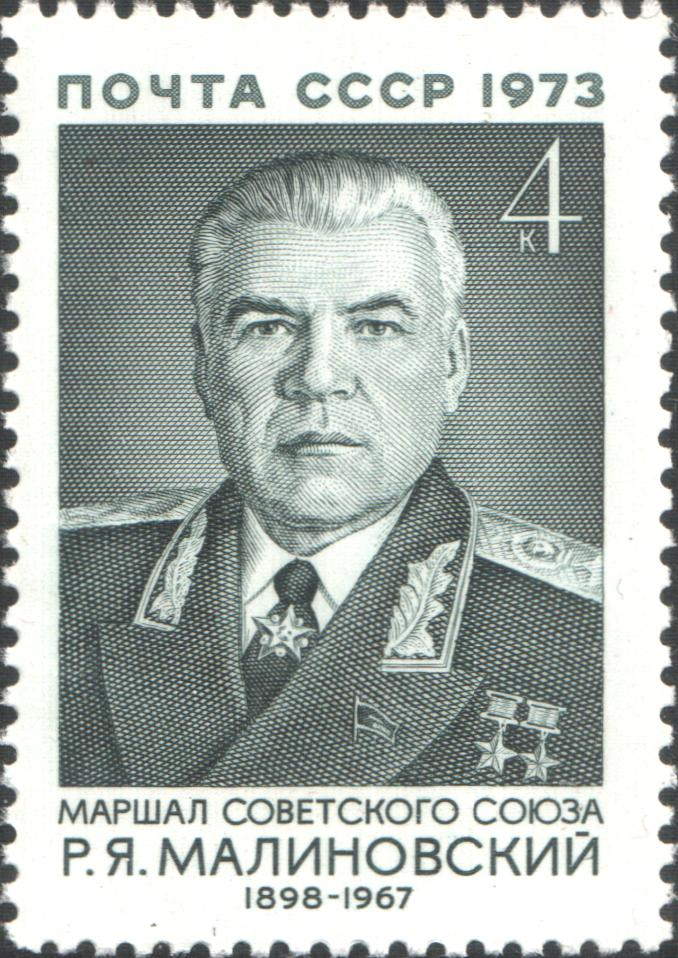
Portrét na sovětské známce z roku 1973